# Drążno (województwo mazowieckie)
Drążno – wieś w Polsce, położona w województwie mazowieckim, w powiecie przysuskim, w gminie Klwów. Ma status sołectwa.
| SIMC    | Nazwa           | Rodzaj    |
| ------- | --------------- | --------- |
| 0626544 | Górna Droga     | część wsi |
| 0626550 | Ośniki          | część wsi |
| 0626567 | Podniedźwiedzie | część wsi |

W latach 1975–1998 wieś administracyjnie należała do województwa radomskiego.
Prywatna wieś szlachecka Drzążno, położona była w drugiej połowie XVI wieku w powiecie radomskim województwa sandomierskiego. 
Wierni Kościoła rzymskokatolickiego należą do parafii św. Andrzeja Apostoła w Nieznamierowicach.
W Drążnie urodził się Jerzy Boski major piechoty Wojska Polskiego, kawaler Virtuti Militari.